# Joseph Halévy
Pour les articles homonymes, voir Halévy.
Joseph Halévy, né le 15 septembre 1827 à Edirne (Empire ottoman) et mort le 21 janvier 1917 à Paris (France), est un orientaliste français et un grand voyageur. Professeur de langues éthiopiennes à l'École pratique des hautes études de Paris à partir de 1879, il est particulièrement célèbre pour avoir été le premier juif occidental à avoir rencontré les Falashas, ou juifs d'Éthiopie, en 1867-1868 et à avoir ramené une description détaillée de leur existence.

## Biographie
Naturalisé français vers 1865, Joseph Halévy est chargé en 1867-1868 d'une mission de recherche en Éthiopie par l'Alliance israélite universelle. Il est, à cette occasion, le premier juif à entrer en contact avec les Falashas, une communauté de juifs éthiopiens nommés aussi Beta Israel.
Son travail le plus important a été effectué pour le compte de l'Académie des inscriptions et belles-lettres au Yémen, qu'il a parcouru en 1869 et 1870 à la recherche des inscriptions sabéennes, avec l'aide de son interprète et guide juif yéménite Hayyim Habshush. À cette date, aucun européen n'avait traversé cette terre depuis des siècles. Le résultat fut un relevé de 800 inscriptions, qui ont permis une première approche de cette ancienne civilisation. Il a été le premier à proposer un déchiffrage partiel de la langue sabéenne.
À partir de 1879, Halévy deviendra professeur de langues éthiopiennes à l'École pratique des hautes études de Paris. Il reste en contact avec les activités de la Société asiatique de France.
L'activité scientifique de Halévy a été très diverse, et ses écrits sur la philologie et l'archéologie orientales lui ont gagné une réputation mondiale. Il est particulièrement connu par ses polémiques avec des assyriologistes éminents au sujet de l'idiome sumérien non-sémitique trouvé dans les inscriptions assyro-babyloniennes. Contrairement à l'opinion généralement admise, Halévy proposa la théorie (abandonnée depuis) selon laquelle le sumérien n'était pas une langue, mais simplement une méthode idéographique d'écriture inventée par les Babyloniens sémitiques eux-mêmes.
Dans le domaine spécifiquement juif, le plus remarquable des travaux de Halévy est à lire dans ses « Recherches bibliques ». Il y analyse les vingt-cinq premiers chapitres de la Genèse à la lumière des documents assyro-babyloniens récemment découverts, et estime y retrouver un vieux mythe sémitique presque complètement assyro-babylonien, encore que considérablement transformé par l'esprit du monothéisme prophétique. Cependant les récits d'Abraham et de ses descendants sont considérés par lui comme fondamentalement historiques, bien que considérablement embellis, et comme l'œuvre d'un seul auteur, alors que les contradictions trouvées dans ces récits orientent les critiques modernes vers une multiplicité d'auteurs. Il est également opposé à l'hypothèse documentaire, thèse fondamentale de la critique biblique moderne.
Les travaux d'Halévy furent sanctionnés par la Légion d'honneur dont il fut fait chevalier par décret le 9 mars 1906 au sein de la promotion explorateurs. Halévy fréquenta toute sa carrière durant des intellectuels juifs et chrétiens qui s'accordèrent sur son intelligence, Reuven Brainin et Nahum Sokolov le décrivirent respectivement comme un « excellent sage » ainsi que comme un « génie dans toute l'étendue de sa sagesse ». À la suite de son décès, l'écrivain et poète Edouard Dujardin lui consacre un poème dans son essai De Stéphane Mallarmé au prophète Ezéchiel, paru en 1919 au sein duquel il fit l'éloge de son amour des sciences. 
On lui doit également le déchiffrement de l'écriture safaïtique, en 1901, un alphabet consonantique utilisé par des tribus arabes pré-islamiques, découvert en 1857 sur des pierres gravées au sud de Damas.

## Principales publications
- Excursion chez les Falacha, en Abyssinie, par Joseph Halévy..., Paris, impr. de L. Martinet, 1869 (BNF 30569890, lire en ligne) Extrait du Bulletin de la Société de géographie, mars-avril 1869
- Rapport sur une mission archéologique dans le Yémen, par M. Joseph Halévy, Paris, impr. nationale, 1872, 295 p. (BNF 30569912, lire en ligne)  Extrait N°2 de l'année 1872 du Journal asiatique
- Essai sur la langue agaou. Le Dialecte des Falachas (Juifs d'Abyssinie), Paris, Maisonneuve, 1873 (BNF 30569882, lire en ligne) Actes de la Société philologique. Tome III, n°4, novembre 1873
- Voyage au Nedjran, 1873 (BNF 30569925, lire en ligne) Extrait du Bulletin de la Société de géographie
- Nouvelles considérations sur le syllabaire cunéiforme, 1876 (BNF 39404637, lire en ligne) Extrait du Journal asiatique 1876. I/201-380
- Mélanges de critique et d'histoire relatifs aux peuples sémitiques, Paris, 1883 (en ligne sur Gallica).
- Essai sur l'origine des écritures indiennes et note sur l'origine de l'écriture perse, Paris, 1886 (en ligne sur Gallica).
- Introduction au déchiffrement des inscriptions pseudo-hittites ou anatoliennes, Paris, 1893 (en ligne sur Gallica).
- Le Sumérisme et l'Histoire babylonienne, Paris, E. Leroux, 1901, 151 p. (BNF 30569919, lire en ligne)
- Les Tablettes gréco-babyloniennes et le Sumérisme, Paris, 1902 (en ligne sur Gallica).
- Encore l'inventeur d'un critérium sumérien, Paris, 1905 (en ligne sur Gallica).
- La guerre de Sarsa-Děngěl contre les Falachas : Texte éthiopien, extrait des Annales de Sarṣa-Dĕngĕl, roi d'Éthiopie (1563-1597), manuscrit de la Bibliothèque nationale traduit en français et en hébreu, Paris, 1907 (en ligne sur Gallica).
- Autres ouvrages numérisés sur Archive.org.